# Нік Адамс
Нік Адамс (англ. Nick Adams), Ніколас Алоізіус Адемшок (англ. Nicholas Aloysius Adamschock; 10 липня 1931, Пенсільванія, США — 7 лютого 1968, США) — американський актор українського походження.

## Життєпис
Народився у сім'ї Кетрін Кунц і Пітера Адемшока. Батько був шахтарем українського походження. Навчався в Коледжі Святого Петра.
Адемшок поєднував захоплення кіномистецтвом з літературою. Саме під впливом останньої обрав собі кінопсевдонім за ім'ям відомого літературного героя Ернеста Гемінґвея Ніка (Ніколаса) Адамса — літературознавці вбачають у ньому самого письменника в його молоді роки, до того ж діючого в біографічно точних умовах і ситуаціях.
Після навчання в коледжі майбутній актор вступив до морської прикордонної служби (дехто з тих, хто писав про Ніка Адамса, схильний вбачати в цьому спробу ухилитися від призову в армію й участі в Американо-корейській війні (1950-53).
У кіно дебютував 1952 року у стрічці «Хтось-то мене кохає».
Можливо, саме слава хемінгуеївського героя принесла популярність Ніку Адамсу — кіноактору, який став відомим масовому глядачеві після головної ролі Джонні Юма у телесеріалі «Повстанець» (1959—1961). До речі, Нік Адамс разом з Брюсом Геллером писав і сценарій телесеріалу.
Актор дружив з багатьма сучасними йому відомими американськими митцями, зокрема, співаком Елвісом Преслі (разом з ним відвідував школу бойових мистецтв під керівництвом Еда Паркера).
У 50-ті роки Нік Адамс знімався в головних ролях та ролях другого плану в багатьох кінострічках. За ним закріпилось амплуа актора «збентежений молодий чоловік». Своїм характером він був схожий на свого друга-колегу Джеймса Діна, з яким знімався у фільмі «Повстання без причин» (1955). Загибель Джеймса Діна вплинула на подальше життя Ніка Адамса. Він почував себе спустошеним, своє життя й творчість вважав безперспективними.
Потім був фільм «Сутінки честі», після якого Нік Адамс номінувався на «Оскар» за роль другого плану. Актор витратив значні кошти на рекламу, сподіваючись стати переможцем, але «Оскар» дістався Мелвіну Дугласу.
Всі ці події змінили життя Ніка Адамса. Він, як кажуть, перестав триматися берегів. Одного року його 9 разів затримувала поліція за перевищення швидкості. І хоча офіційно колеги взяли на поруки актора, більшість кіностудії настільки охолола до Ніка Адамса, що ігнорувала його, постійно демонструвала йому свою неприязнь.
У 60-ті роки Нік Адамс знімався в науково-фантастичних фільмах та фільмах жахів. Зокрема, у стрічках «Містер Робертс», «Місія: Марс», «Вмри, страховище, вмри», «Пекло для героїв», «Франкенштейн завойовує світ», «Вторгнення астро-монстра».
Нік Адамс був талановитим, багатообіцяючим митцем.
Актор був одружений з актрисою Керол Ньюджент, мав двох дітей: доньку Елісон Лі (1960 року народження) та сина Джеба Стюарта (1961). Але шлюб Ніка Адамса розпався. Актору пощастило виграти суд, який узаконив його опікунство над дітьми.
Рання смерть (у 37 років) народила безліч версій та загадок навколо Ніка Адамса. Було повідомлено, що він помер від передозування ліків (ранком його знайшли бездиханним у спальні, сидячим, прихиленим до стіни із відкритими очима). Проте так і залишилося невідомим: чи передозування було випадковим, чи умисним. Колеги поміж собою говорили також про вбивство Ніка Адамса.